# Our Dynamic Earth
Pour les articles homonymes, voir Dynamic.

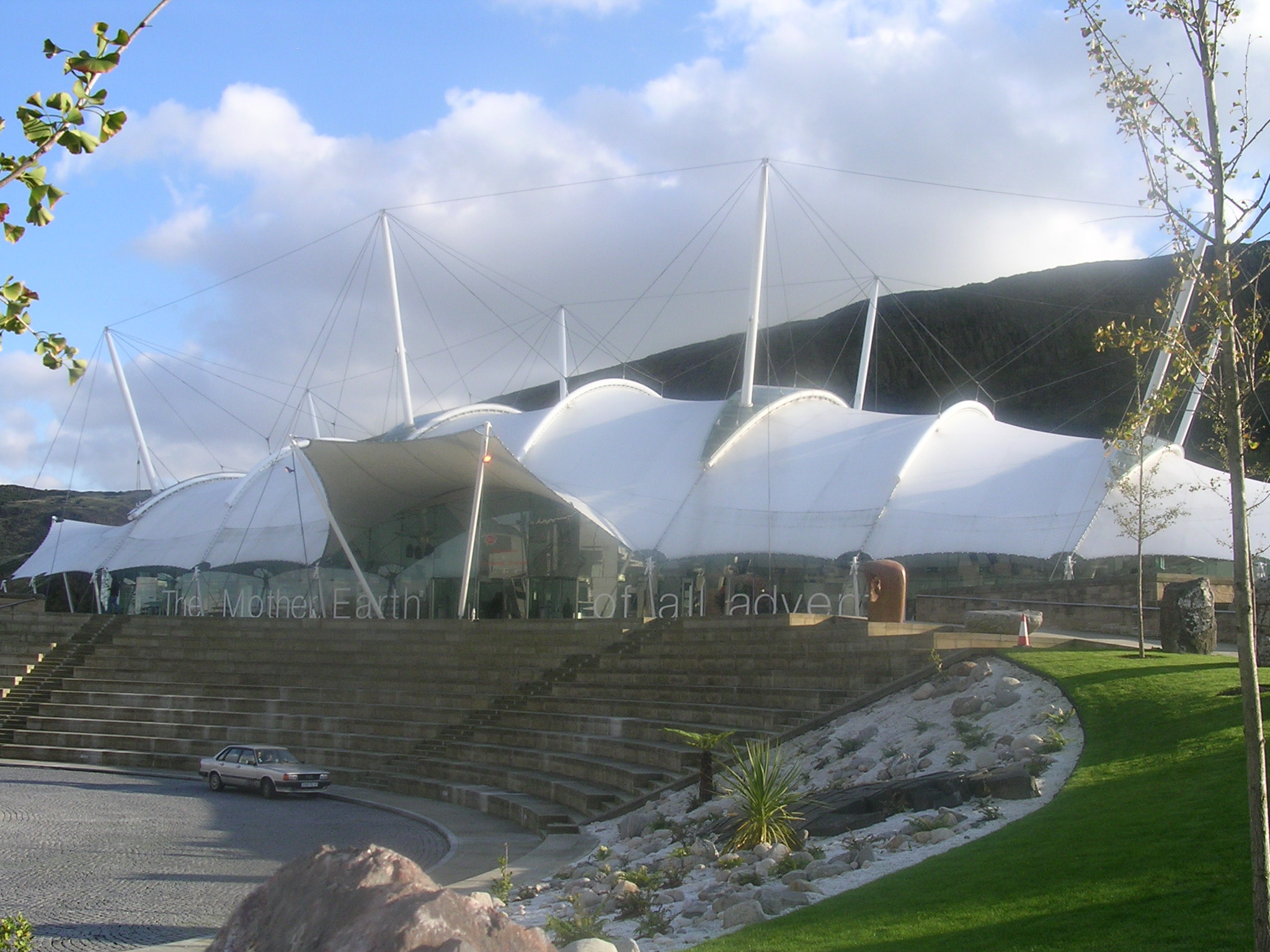
Our Dynamic Earth

Our Dynamic Earth est un centre scientifique et un important lieu de conférence, situé à Holyrood, à Édimbourg, à côté des bureaux du Parlement écossais.
Le centre ouvrit en 1999 comme l'un des premiers et des plus importants projets soutenus par la Commission du Millénaire britannique. Le projet était la pièce centrale d'un plan de revitalisation urbaine qui servit à apporter de la vitalité aux anciennes terres industrielles.